# The Infinite Steve Vai: An Anthology
The Infinite Steve Vai: An Anthology kompilacijski je album gitariste Steve Vaia iz 2003.g. Ovaj dvostruki kompilacijski album obuhvatio je njegovu solo karijeru i na njemu se nalaze najbolje skladbe s prethodnih albuma Fire Garden, Passion and Warfare, Alien Love Secrets i The Ultra Zone. Skladba "Kittens Got Claws" nalazi se na drugom CD-u a potječe još iz njegovih dana kada je svirao u sastavu Whitesnake. Pjesme na albumu nisu kronološki poredane kako su izlazili na albumima tijekom njegove karijere.
Sve ukupno na kompilacije se nalaze 32 skladbe. 17 pjesama na prvom CD-u i 15 na drugom CD-u. Producenti su Steve Vai, Mike Clink i Keith Olsen.

## Popis pjesama

### CD 1
1. "Liberty" – 2:04
2. "Die to Live" – 3:53
3. "The Attitude Song" – 3:22
4. "Salamanders in the Sun" – 2:25
5. "The Animal" – 4:02
6. "The Riddle" – 6:26
7. "For the Love of God" – 6:03
8. "Bangkok" – 2:46
9. "Fire Garden Suite: Bull Whip/Pusa Road/Angel Food/Taurus Bulba" – 9:56
10. "Ya-Yo Gakk" – 2:54
11. "Blue Powder" – 4:44
12. "Bad Horsie" – 5:52
13. "Tender Surrender" – 5:05
14. "All About Eve" – 4:38
15. "Dyin' Day" – 4:29
16. "The Blood & Tears" – 4:25
17. "The Silent Within" – 5:00

### CD 2
1. "Feathers" – 5:11
2. "Frank" – 5:08
3. "Boston Rain Melody" – 4:39
4. "Kittens Got Claws" – 4:59
5. "Lighter Shade of Green" – 0:47
6. "Giant Balls of Gold" – 4:45
7. "Whispering a Prayer" – 8:47
8. "Jibboom" – 3:45
9. "Windows to the Soul" – 6:26
10. "Brandos Costumes (Gentle Ways)" – 6:05
11. "The Reaper" – 3:26 (iz filma Bill & Ted's Bogus Journey)
12. "Christmas Time Is Here" – 4:21
13. "Essence" – 5:51
14. "Rescue Me or Bury Me" – 8:26
15. "Burnin' Down the Mountain" – 4:21